# هاشم الشرفا
هاشم الشرفا (مواليد 28 ديسمبر 1972) هو عداء سعودي، مثّل بلاده في سباق 400 متر تتابع خلال الألعاب الأولمبية الصيفية 1996.

## المشاركة الأولمبية

### أتلانتا 1996
ألعاب القوى – سباق 400 متر تتابع
| الرُّتبة | البلد              | الرياضيون                                                                                      | SEMI    | HEATS   |
| ------ | ------------------ | ---------------------------------------------------------------------------------------------- | ------- | ------- |
| —      | إيطاليا (ITA)      | • فابريزيو موري • أليساندرو إيمار • أندريا نوتي • أشرف صابر • ماركو فاكاري                     | 3:02.56 | 3:03.60 |
| —      | جنوب إفريقيا (RSA) | • ألفريد فيساجي • أرنود ماليربي • هندريك موكانييتسي • بوبانغ فيري                              | 3:02.96 | 3:03.79 |
| —      | البرازيل (BRA)     | • سانديرلي بارلا • فالديني دا سيلفا • إيفرسون تيكسيرا • إيرونيلدي دي أراخو • أوسمار دوس سانتوس | 3:03.46 | 3:02.51 |
|        |                    |                                                                                                |         |         |
| —      | روسيا (RUS)        | • إنوكنتي زاروف • ميخائيل فدوفين • روسلان ماشينكو • دميتري كوسوف                               | 3:05.63 | 3:04.73 |
| —      | السعودية (KSA)     | • صالح السعيدان • محمد حامد البيشي • هاشم الشرفا • هادي صوعان                                  | 3:07.18 | 3:04.67 |
| —      | نيجيريا (NGR)      | • أوديم إكبيونغ • كليمنت شوكيو • أيوبا ماشم • سونداي بادا                                      | DSQ     | 3:02.73 |
|        |                    |                                                                                                |         |         |

مرجع: 

## وصلات خارجية
- هاشم الشرفا على موقع الاتحاد الدولي لألعاب القوى (الإنجليزية)
- هاشم الشرفا على موقع أوليمبيديا (الإنجليزية)